# BartPE
BartPE (Bart's Preinstalled Environment)  é uma versão Live CD do sistema operacional Microsoft Windows XP ou Windows Server 2003. 
BartPE permite a um usuário iniciar o Windows XP/Windows Server 2003 diretamente da unidade de CD-ROM sem a necessidade do sistema operacional estar instalado no disco rígido. Isto proporciona condições ideais para a manutenção e recuperação de dados em caso de falhas.
O usuário pode criar sua própria instalação totalmente customizada do BartPE, utilizando o disco de instalação do sistema operacional e software PE Builder, criado por Bart Lagerweij.

## BartPE vs. Windows Preinstallation Environment
BartPE é similar ao WinPE mas difere deste em vários aspectos:
- BartPE não é reconhecido ou suportado oficialmente pela Microsoft. O WinPE é o produto oficial da empresa.
- Os utilitários necessários para criar uma instalação do BartPE são freeware.
- BartPE permite ilimitadas possibilidades de customização através de plugins. O WinPE possui um número limitado de opções de plugins.
- BartPE utiliza um menu de início baseado em XML.

## PE Builder
PE Builder (também conhecido como Bart PE Builder) é o software utilizado para criar o sistema BartPE.
Tal como acontece com o Windows PE, o BartPE funciona através da criação de um disco RAM na memória de sistema. Assim, ambos os sistemas operacionais não exigem disco rígido nem acesso à rede. Isso também permite que eles sejam executados a partir de um suporte só leitura como um CD-ROM.
Uma vez que cada instância do BartPE é uma nova instalação, o BartPE necessita dos arquivos originais do Windows, a fim de operar. O Bart PE Builder interpreta e condensa arquivos a partir de um CD do Windows configuração para criar o BartPE.
Outras aplicações podem ser incluídas no BartPE através da utilização de "plugins". Um plugin contém informações configuração para uma aplicação específica, para que possa ser incluído na mídia e junto com o Windows instalado em cada BartPE. Atualmente, existem algumas centenas de plugins disponíveis para além dos que são incluídos por padrão com BartPE.
O BartPE representa um ambiente operacional totalmente independente, a mais óbvia aplicação envolve backup, restauração, diagnóstico e correção de erros com o mau funcionamento dos sistemas primários de armazenamento unidades.
O BartPE é conhecido por ter algumas incompatibilidades com os CDs do Windows XP dos PCs Dell. A versões Dell incluem alterações à configuração dos arquivos do Windows, o que pode fazer com que o processo falhe.